# Nycterephes coracopa
Nycterephes coracopa är en fjärilsart som beskrevs av Turner 1906. Nycterephes coracopa ingår i släktet Nycterephes och familjen mätare. Inga underarter finns listade i Catalogue of Life.